# Lista de canções de Ace of Base
Abaixo segue uma lista de canções de Ace of Base.

## A
- «All For You» (The Golden Ratio, 2010)
- «All That She Wants» (Happy Nation/The Sign, 1993)
- «Adventures in Paradise» (Flowers/Cruel Summer, 1998)
- «Angel Eyes» (The Bridge, 1995)
- «Always Have, Always Will» (Flowers/Cruel Summer, 1998)

## B
- «Beautiful Life» (The Bridge, 1995)
- «Beautiful Morning» (Da Capo, 2002)
- «Black Sea» (The Golden Ratio, 2010)
- «Blah Blah Blah (On The Radio)» (The Golden Ratio, 2010)
- «Blooming 18» (The Bridge, 1995)

## C
- «C'est La Vie (Always 21)» (Singles of the 90s/Greatest Hits, 1999)
- «Captain Nemo» (Flowers/Cruel Summer, 1998)
- «Cecilia» (Flowers/Cruel Summer, 1998)
- «Change with the Light» (Da Capo, 2002)
- «Cruel Summer» (Flowers/Cruel Summer, 1998)

## D
- «Da Capo» (Da Capo, 2002)
- «Dancer in a Daydream» (Happy Nation/The Sign, 1993)
- «Dimension of Depth» (Happy Nation, 1993)
- «Don’t Go Away» (Flowers, 1998)
- «Don’t Stop» (Da Capo, 2002)
- «Don't Turn Around» (The Sign, 1993)
- «Donnie» (Flowers/Cruel Summer, 1998)
- «Doreen» (The Golden Ratio, 2010)
- «Dr. Sun» (Flowers, 1998)

## E
- «Edge of Heaven» (The Bridge, 1995)
- «Everytime It Rains» (Flowers (UK)/Cruel Summer, 1998)
- «Experience Pearls» (The Bridge, 1995)

## F
- «Fashion Party» (Happy Nation, 1993)

## H
- «Hallo Hallo» (Singles of the 90s, 1999)
- «Happy Nation» (Happy Nation/The Sign, 1993)
- «He Decides» (Flowers, Cruel Summer, 1998)
- «Hear Me Calling» (Happy Nation/Happy Nation U.S Version, 1993)
- «Hey Darling» (Da Capo, 2002)

## I
- «I Pray» (Flowers, 1998)
- «Into the Night of Blue» (Everytime It Rains UK maxi-single, 1998)

## J
- «Juliet» (The Golden Ratio, 2010)
- «Just 'n Image» (The Bridge, 1995)

## L
- «L’amour» (Let Love Be Love [X-mas compilation], 1998)
- «Life Is a Flower» (Flowers, 1998)
- «Living in Danger» (The Sign, 1993)
- «Love for Sale» (Always Have, Always Will maxi-single, 1998)
- «Love in December» (Singles of the 90s, 1999)
- «Lucky Love» (The Bridge, 1995)

## M
- «Megamix» (Singles of the 90s, 1999)
- «Mercy Mercy» (Always Have, Always Will maxi-single, 1998)
- «Mr. Replay» (feat. lex Marshall) (The Golden Ratio, 2010)
- «Münchhausen (Just Chaos)» (Happy Nation, 1993)
- «My Mind (Mindless Mix)» (Happy Nation/The Sign, 1993)
- «My Déjà Vu» (The Bridge, 1995)

## N
- «Never Gonna Say I'm Sorry» (The Bridge, 1995)
- «No Good Lover» (Life Is a Flower maxi-single, 1998)

## O
- «Ordinary Day» (Da Capo, 2002)
- «One Day» (The Golden Ratio, 2010)

## Q
- «Que Sera» (The Bridge, 1995)

## P
- «Perfect World» (The Bridge, 1995)
- «Precious» (The Golden Ratio, 2010)

## R
- «Ravine» (The Bridge, 1995)
- «Remember the Words» (Da Capo, 2002)

## S
- «Show Me Love» (Da Capo, 2002)
- «Southern California» (The Golden Ratio, 2010)
- «Strange Ways» (The Bridge, 1995)
- «Summer Days» (Da Capo, 2002)

## T
- «The Golden Ratio» (The Golden Ratio, 2010)
- «The Sign» (The Sign, 1993)
- «The Juvenile» (Da Capo, 2002)
- «Tokyo Girl» (Flowers, Cruel Summer, 1998)
- «Told my Ma» (The Golden Ratio, 2010)
- «Travel to Romantis» (Flowers, Cruel Summer, 1998)

## U
- «Unspeakable» (Da Capo, 2002)

## V
- «Vision in blue» (The Golden Ratio, 2010)
- «Voulez-Vous Danser» (Happy Nation/The Sign, 1993)

## W
- «Waiting for Magic» (Happy Nation/The Sign, 1993)
- «Wave Wet Sand» (The Bridge, 1995)
- «What’s the Name of the Game» (Da Capo, 2002)
- «Wheel of Fortune» (Happy Nation/The Sign, 1993)
- «Whenever You're Near Me» (Cruel Summer, 1998)
- «Whispers in Blindness» (The Bridge, 1995)
- «Who am I» (The Golden Ratio, 2010)
- «Wonderful Life» (Da Capo, 2002)
- «World Down Under» (Da Capo, 2002)

## Y
- «You and I» (The Bridge, 1995)
- «Young and Proud» (Happy Nation/The Sign, 1993)

## Canções ao vivo
- "All You Need Is Love" (Night of The Proms, 2005)
- "Nazad, Nazad Mome Kalino" (Lovech, Bulgária, 2008)
- "Sång" (Aniversário de 20 anos da Princesa Vitória da Suécia, 1997)
- "Vårvindar Friska" (Festival de Viña del Mar, 1996)